# Agencia Nacional de Infraestructura
La Agencia Nacional de Infraestructura, ANI, es una agencia gubernamental colombiana, parte del Ministerio de Transporte, que está a cargo de las concesiones a alianzas público–privadas, para el diseño, construcción, mantenimiento, operación, y administración de la infraestructura de transporte en Colombia.

## Funciones
La Agencia Nacional de Infraestructura, tiene por objeto planear, coordinar, estructurar, contratar, ejecutar, administrar y evaluar proyectos de concesiones y otras formas de Asociación Público Privada, para el diseño, construcción, mantenimiento, operación, administración y/o explotación de la infraestructura pública de transporte en todos sus modos y de los servicios conexos o relacionados y el desarrollo de proyectos de asociación público privada para otro tipo infraestructura pública cuando así lo determine expresamente el Gobierno Nacional respecto de infraestructuras semejantes a las enunciadas en este artículo, dentro del respeto a las normas que regulan la distribución de funciones y competencias y su asignación.[cita requerida]

## Proyectos notables
El proyecto más grande bajo la responsabilidad de la ANI en los últimos años es la estructuración del programa de infraestructura Vías 4G, el más ambicioso en la historia de Colombia.